# Краснопевцев, Дмитрий Михайлович
Дми́трий Миха́йлович Краснопе́вцев (8 июня 1925, Москва — 28 февраля 1995, Москва) — российский художник, представитель «неофициального» искусства. Член Союза художников СССР (1982). Лауреат премии «Триумф» (1992).

## Биография
Окончил Московский художественный институт имени В. И. Сурикова (1955), около 20 лет работал в «Рекламфильме». 
Дмитрий Краснопевцев выставлялся на квартирных выставках, с 1974-го — на выставках на Малой Грузинской и за рубежом. C 1976 — член Московского объединенного комитета художников-графиков, в 1982 был принят в Союз художников СССР. Представитель Второго русского авангарда. Выставлялся в Австрии, Германии, Франции, США, Японии.
Умер в 1995 году. Похоронен на Хованском кладбище.

## Творчество
Основной жанр Краснопевцева — близкий к сюрреализму «метафизический натюрморт» с простой, часто побитой керамикой, сухими растениями и раковинами. Эти меланхолические работы, написанные в глухих, пепельных тонах, развивают барочный мотив бренности и ирреальности мира.
Долгие годы полотна Краснопевцева почти не выставлялись, их собирали коллекционеры (особенно Г. Костаки).

## Выставки
- 1957 — 3-я выставка молодых художников, Москва
- 1962 — персональная выставка на квартире С. Рихтера
- 1975 — выставка на ВДНХ, Москва
- 1975 — персональная выставка на квартире С. Рихтера
- 1976—1985 — групповые выставки в горкоме графики на Малой Грузинской улице, Москва
- 1990 — персональная выставка в Нью-Йорке
- 1992 — персональная выставка в Центральном доме художника, Москва
- 1992—1993 — персональная выставка в ГМИИ, Москва
- 2007 — персональная выставка в Музей АРТ4, Москва
- 2016 — персональная выставка в Музей АРТ4, Москва

## Признание
- В 1993 Краснопевцев стал первым художником, удостоенным новой премии «Триумф».

- Его наследие представлено в московском Музее частных коллекций при Музее изобразительных искусств имени А. С. Пушкина.

## Работы находятся в коллекциях
- Музей изобразительных искусств имени А. С. Пушкина, Москва
- Московский музей современного искусства, Москва
- Музей АРТ4, Москва.
- Новый музей современного искусства, Санкт-Петербург
- Zimmerli Art Museum, New Brunswick, USA
- Собрание Игоря Маркина, Москва
- Собрание Александра Кроника, Москва
- Собрание Р. Бабичева, Москва
- Собрание семьи Г. Костаки, Москва
- Собрание М. Краснова, Женева - Москва
- Собрание В. Минчина, Москва
- Собрание Татьяны и Александра Романовых
- Собрание Е. и В. Семенихиных, Москва
- Музей Современного Искусства (МОМА), Ню Йорк, США (Museum of Modern Art (MOMA) New York , USA)
- Галерея Грегори, Нью Йорк, США (Gregory Gallery, New York, USA)

## Альбомы, каталоги выставок
- Офорты: Альбом / Сост. Л. Краснопевцева. М.: Бонфи, 1999
- Дмитрий Михайлович Краснопевцев. Живопись. / Сост. Александр Ушаков. М.: Бонфи, Музей АРТ4, Игорь Маркин, 2007